# Fuschler Ache
Die Fuschler Ache, im Unterlauf Griesler Ache, ist ein Mittelgebirgsfluss im Salzkammergut. Sie entwässert den Fuschlsee über Thalgau und St. Lorenz in den Mondsee und ist dessen bedeutendster Zufluss.
Die Ache entspringt dem Fuschlsee in einem als Landschaftsteil und Wasserschutzgebiet geschützten Moorgebiet, nahe bei Schloss Fuschl. Sie fließt anfangs nach Westen, und wendet sich dann bald nordwärts, indem sie unterhalb von Hof bei Salzburg in der Flur Vorderelsenwang ein schnell fließender bis reißender Wildwasserfluss wird, und eine Waldschlucht durchfließt. Diese Eintalung schließt die Höhenlage Thalgauegg nach Westen hin ab. Hier verläuft die L117 Enzersberg Landesstraße („Russenstraße“) den Bach entlang.
Bei Oberdorf tritt die Fuschlerache in die Talung von Thalgau ein, wo sie ein ruhig fließendes, durch zahlreiche Mühlwehre erschlossenes Gewässer wird, das nach Osten geht. Sie nimmt vor dem Ort Thalgau den Plainfelder Bach von Plainfeld, und nach dem Ort den Fischbach vom Kolomannsberg auf, und heißt ab hier Griesler Ache. Auf ihren letzten Kilometern nimmt der alte Mühlgraben entlang der alten Ischlerbahn-Trasse einen Gutteil des Wassers auf. Dieser mündet bei Achdorf (südlich des Golfplatzes Mondsee) in den Mondsee, während der Altlauf am Fuß der Drachenwand durch den Ort St. Lorenz fließt, und  beim Ortsteil Gries (Campingplatz) mündet.
Obwohl der Mondsee nur etwa sechs Kilometer Luftlinie vom Fuschlsee entfernt liegt, beträgt die Länge der Fuschler Ache mit ihrem weiten Bogen rund 22 Kilometer. Man kann entlang eines Wanderweges beinahe den ganzen Lauf erkunden. Die Gewässergüteklasse der Ache beträgt im Oberlauf I-II, im Unterlauf II.